# アルベアル・パレス・ホテル
アルベアル・パレス・ホテル（スペイン語:  Alvear Palace Hotel）は、アルゼンチンの首都ブエノスアイレスにある、老舗ホテル。ブエノスアイレスの主軸と言えるレコレタ地区に位置し、創業当時から多くの著名人に投宿されてきた歴史を持つ。

## 概要
創業当時は4階建てであった。全室がスイートルームであり、ホテルはブエノスアイレス自治市重要文化財としての指定を受けている。ザ・リーディングホテルズ・オブ・ザ・ワールドに加盟した。1階ロビーは85mの広さでフランスの宮殿を彷彿させる造りになっている。最上階に展望バーを設置している。スパやフィットネスセンター、プールを併設している。
レストラン
- アルベアルグリル（ステーキハウス）
- ロランジェリー（ビュッフェレストラン）
- 寿司バー（日本料理）
- アルベアルルーフバー（バー）
- ロビーバー（ラウンジ）
- カフェアルベアル（カフェ）

## 歴史
ブエノスアイレスの実業家でホテル創業者のラファエル・デ・ミエロは1920年にパリに渡った経験があり、故郷にベル・エポック造りのホテルを創りたいことを夢見ていた。1922年にアルベアル通りの一角の屋敷を買収し、10年にかかる建設を経て、1932年に創業。
1970年に当時26歳のスペイン人であったホルネス公爵アンドレアス・フォン・ザルム・キルブルク・ヴェルニッツが所有権を握った。ホルネス公爵はフアン・カルロス1世の従兄弟に当たる。1970年に軍事政権による国内の混乱で経済停滞が起きたこともあり、1984年にホルネス公爵はアラゴンホテルグループに売却。その後、サルトン・ダバ・グループに所有権が移った。2004年に現在の建物に改装。

## 特筆すべき宿泊客
1948年にクロアチア国王トミスラヴ2世はこのホテルで永眠している。開業当時から以下の著名人から愛用されてきた。
- 元首級：イギリス国王のチャールズ3世、スペイン国王フアン・カルロス1世夫妻、日本国上皇明仁夫妻、オランダ女王ベアトリクス、デンマーク女王マルグレーテ2世、ロシア大統領のウラジーミル・プーチン、南アフリカ大統領のネルソン・マンデラ、フランス大統領のジャック・シラク
- 首脳級：ドイツ首相のヘルムート・コール、アンゲラ・メルケル
- 芸能界：トニー・カーティス、アーサー・ミラー、アラン・ドロン、イザベル・ユペール、ロッド・スチュワート、アル・パチーノ、ソフィア・ローレン、ウォルト・ディズニー